# Sint-Brixiuskerk (Sint-Brixius-Rode)

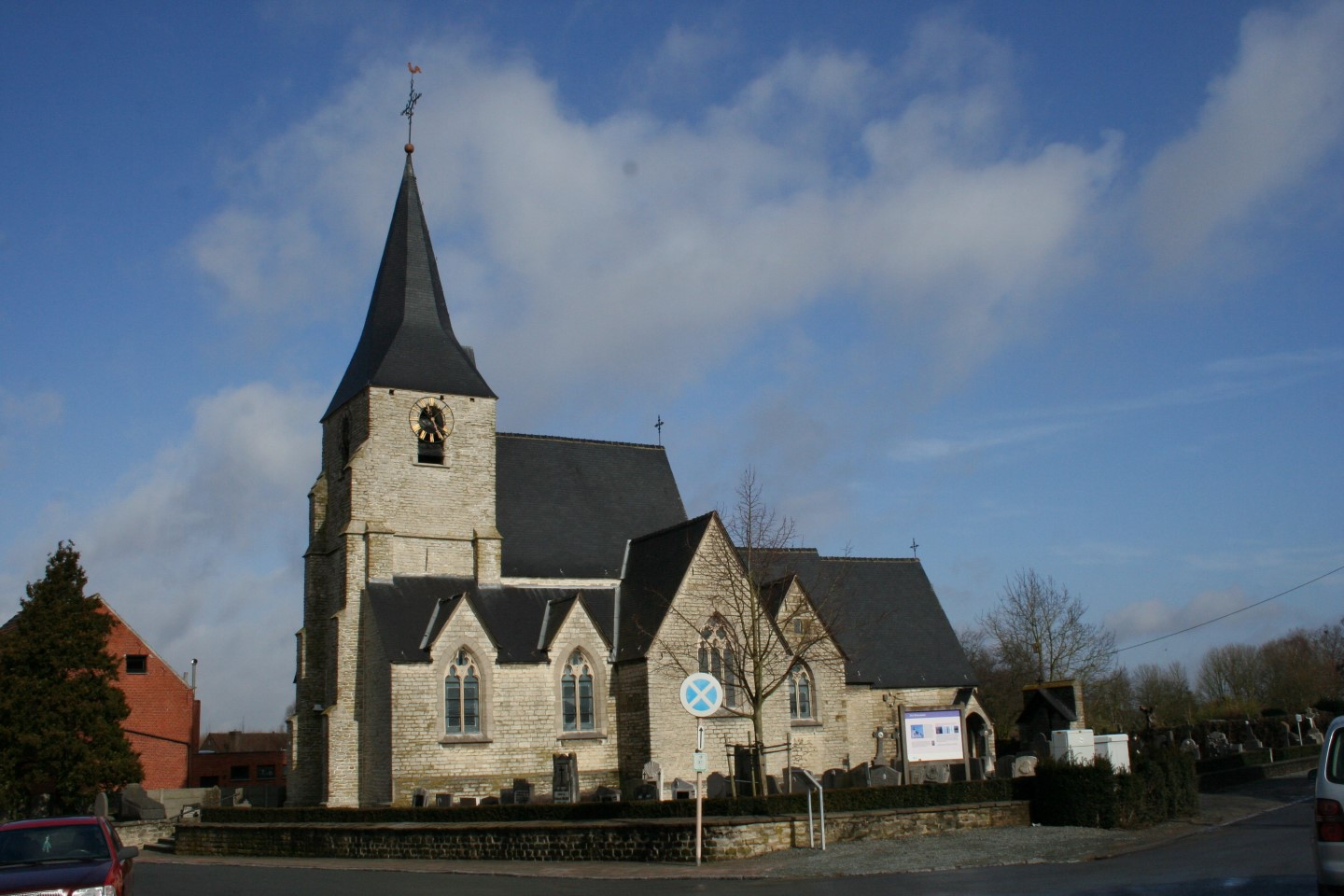
Sint-Brixiuskerk

De Sint-Brixiuskerk is de parochiekerk van de tot de Vlaams-Brabantse gemeente Meise behorende plaats Sint-Brixius-Rode, gelegen aan  's Herenweg.

## Geschiedenis
Vanouds was de kerk van Sint-Brixius-Rode afhankelijk van die van Meise. Pas in 1838 werd Sint-Brixius-Rode een zelfstandige parochie.
In de 11e eeuw was er sprake van een kerk met een houten toren en in de 13e eeuw werd een stenen kerk gebouwd. In de 15e eeuw en ook in 1655 werd de kerk vergroot. Eind 19e eeuw was de kerk zodanig in verval geraakt dat er weer een herbouwcampagne plaats moest vinden, nu in neogotische stijl. Dit geschiedde in 1907-1908 naar ontwerp van Fernand Symons.

## Gebouw
Het betreft een in kalkzandsteen opgetrokken driebeukig kerkgebouw met ingebouwde westtoren. De kerk heeft een transept (1655) en een lager, vlak afgesloten koor met dwarse koorkapellen (1655).
De oude delen van de westtoren zijn 14e-eeuws. Hij heeft twee geledingen en een ingesnoerde naaldspits. De zijbeuken hadden steekboogvensters die begin 20e eeuw door neogotische spitsboogvensters werden vervangen.
De kerk wordt omringd door een kerkhof.

## Interieur
Het schip wordt overkluisd door een neogotisch spitstongewelf. De kerk bezit 17e- en 18e-eeuwse schilderijen en twee 16e-eeuwse schilderijen die episoden uit het leven van Sint-Brixius verbeelden.
Er is een 16e-eeuws houten Mariabeeld, een gepolychromeerd houten Sint-Barbarabeeld (16e eeuw) en een 17e-eeuwse Sint-Anna-ten-Drieën in terracotta.
De altaren zijn neogotische. De labrisering is 18e-eeuws en van het 18e-eeuws koorgestoelte werden medaillons van de vier kerkvaders bewaard. De communiebank is 18e-eeuws en de biechtstoelen zijn uit de 17e en 18e eeuw.
Het hardstenen doopvont is van 1587. De glas-in-loodramen zijn van 2007.